# Joan Josep Nuet i Pujals
Joan Josep Nuet i Pujals (Reus, Baix Camp, 6 d'agost de 1964) és un polític català, vinculat a Comunistes de Catalunya, partit del qual fou secretari general fins a setembre de 2020 i que continua formant part del seu Comitè Central. També va ser coordinador d'Esquerra Unida i Alternativa (EUiA), fins al juny del 2019. Entre el 2015 i el 2017 va ser secretari tercer del Parlament de Catalunya en representació de la coalició Catalunya Sí Que Es Pot
Després de la crisi viscuda en el si de Catalunya en Comú, Nuet i Comunistes de Catalunya foren impulsors del corrent crític Sobiranistes, que acabaria arribant a un acord electoral amb Esquerra Republicana de Catalunya, coalició per la qual Joan Josep Nuet seria diputat al Congrés dels Diputats des de l'abril de 2019 fins a la seva inhabilitació, per part del Tribunal Suprem l'abril de 2021, en condemnar-lo per desobediència. Juntament amb Nuet, Sobiranistes també obtingué representació al Senat, amb Adelina Escandell Grasses.
Anteriorment, Joan Josep Nuet havia sigut senador i diputat al Congrés dels Diputats en representació d'EUiA, en el marc de la coalició d'aquesta amb Iniciativa per Catalunya Verds.

## Biografia
Es va llicenciar en Geografia i Història en la Universitat de Barcelona. Va ingressar al Partit dels Comunistes de Catalunya (PCC) el 1986. Va ser Secretari General dels CJC-Joventut Comunista. Va ser elegit regidor de Montcada i Reixac el 1991 i formà part de la corporació municipal fins al 2003. En les dues primeres legislatures va ser primer tinent d'alcalde i portaveu del govern municipal.
Va participar en la creació d'Esquerra Unida i Alternativa i va ser membre de la seva Comissió Nacional i del Consell Nacional, desenvolupant responsabilitats de Política Municipal, Organització i Acció Política. Va participar en les negociacions de l'acord de coalició entre EUiA i Iniciativa per Catalunya Verds (ICV) el 2002 i va pertànyer al Consell de Govern d'aquesta coalició. A les eleccions generals del 14 de març de 2004 va ser el número tres de la llista per Barcelona d'ICV-EUiA, sense aconseguir l'escó.
Al desembre del 2006 va ser nomenat senador de designació autonòmica pel Parlament de Catalunya, integrant-se en el grup parlamentari de l'Entesa Catalana de Progrés. A les eleccions generals del 9 de març de 2008 va ser novament número tres de la llista d'ICV-EUiA per Barcelona, sense aconseguir, de nou, l'escó. Després d'aquestes eleccions, Nuet va ser ratificat pel Parlament de Catalunya com a senador.
Joan Josep Nuet va ser molt actiu també dins d'Esquerra Unida federal, especialment durant la IX Assemblea federal d'IU, que va tenir lloc al novembre del 2008, i en el procés d'elecció del successor de Gaspar Llamazares com a coordinador general d'IU. Nuet es va postular com a candidat a coordinador general, obtenint un 19,2% dels vots (enfront del 43,1% de Cayo Lara, del PCE, i el 27,1% d'Inés Sabanés, propera a Llamazares).
Durant la invasió de l'exèrcit israelià a Gaza al desembre de 2008 i gener de 2009, va ser l'únic càrrec electe espanyol que es va embarcar en un vaixell de l'associació Free Gaza, que pretenia portar ajuda humanitària des de Xipre a Gaza. No obstant això, davant les contínues amenaces de foc de la marina israeliana, el vaixell va haver de retirar-se.
Al XII congrés del Partit dels Comunistes de Catalunya, celebrat el 23 i 24 de gener del 2010, Nuet va ser escollit secretari general del PCC per unanimitat. El febrer del 2011 va ser substituir Joan Saura d'ICV com a senador autonòmic. En les eleccions generals de 2011, fou elegit diputat per Barcelona per la coalició ICV-EUiA. Al novembre del 2014 amb motiu del Congrés d'Unitat Comunista va ser escollit Secretari general del nou partit Comunistes de Catalunya.
Nuet es presentà de número sis a la nova coalició d'esquerres Catalunya Sí que es Pot a la llista de la circumscripció de Barcelona en les eleccions catalanes de 2015 i va ser escollit Secretari Tercer de la Mesa. Com a membre de la Mesa del Parlament de Catalunya fou citat a declarar com a testimoni al Tribunal Superior de Justícia de Catalunya en la causa contra Carme Forcadell per haver permès la votació de les Conclusions de la Comissió d'Estudi del Procés Constituent de Catalunya en el ple del Parlament de Catalunya. Posteriorment va ser també citat a declarar en qualitat d'investigat per permetre la discussió en el ple del Parlament de Catalunya de dues resolucions a favor d'un referèndum d'independència de Catalunya.
El mes de desembre de 2017 fou elegit diputat al Parlament de Catalunya per la coalició Catalunya en Comú Podem, Durant la primavera i estiu de 2018, Catalunya en Comú va patir una crisi en la seva direcció que va culminar en la dimissió de Xavi Domènech; en aquest context Comunistes de Catalunya i el seu secretari general foren els impulsors de Sobiranistes, juntament amb diferents persones de havien format part de la direcció dels comuns, com Elisenda Alamany. Aquesta formació es va crear com a corrent crítica dins de Catalunya en Comú, fins que es va constituir en una organització política independent de la mà de la direcció comunista i els independents que la conformaven.
Aquest procés va portar al fet que, el 15 de març de 2019, Joan Josep fora suspès de militància de Catalunya en Comú i se li demanà que "per coherència i ètica" deixés la seva acta de diputat, després de fer-se públic que Sobiranistes i Comunistes de Catalunya es presentaven a les eleccions generals amb Esquerra Republicana de Catalunya Finalment el 18 de març Nuet va anunciar que deixava tant l'acta parlamentària com la formació Catalunya en Comú. Un cop conegudes les seves intencions de presentar-se en les llistes electorals d'ERC, una part de la direcció d'Esquerra Unida i Alternativa i també de la direcció federal d'IU van exigir la seva dimissió com a coordinador d'EUiA.
Finalment es va presentar com a candidat al Congrés dels Diputats amb la coalició Esquerra Republicana de Catalunya - Sobiranistes, sortint elegit diputat. Arrel d'aquesta nova responsabilitat institucional el mes de juny de 2019 abandonà el càrrec de coordinador general d'EUiA, sent substituït per Hector Sánchez Mira, que amb els mesos incorporaria a Mercedes Vidal Lago en la co-coordinació general. El mes de setembre de 2020 va deixar també la secretaria general de Comunistes de Catalunya, on seria substituït pel mateix Hector Sánchez Mira.
El 9 d'abril de 2021 va ser condemnat pel Tribunal Suprem a vuit mesos d'inhabilitació per a càrrec públic per un delicte de desobediència greu, el qual comportava haver de deixar l'escó al Congrés dels Diputats L'11 de maig de 2021 es va fer efectiva la seva substitució al Congrés, essent Gerard Alvarez el nou diputat en representació d'ERC Durant tot el procés judicial, Joan Josep Nuet va rebre el suport d'amplis sectors, així com de forces d'esquerres i partits comunistes de l'àmbit internacional.
En el mes de novembre de 2022, fou nomenat com a Director General de Relacions Institucionals de la Generalitat de Catalunya, en el marc de la reconfiguració del govern realitzada per ERC després del trencament amb JxC, en la qual s'hi incorporen diferents figures de l'esquerra com Gemma Ubasart, Mireia Boya o Maties Serracant.
En el marc de la 8a Assemblea Nacional d'EUiA, Joan Josep Nuet es reincorpora al Consell Nacional d'EUiA, com també ho fa la senadora comunista Adelina Escandell.